# Klášter Flines
Klášter Flines (francouzsky Abbaye de Flines) bylo cisterciácké převorství v severofrancouzské obci Flines-lez-Raches a pohřebiště části rodu Dampierre. Značné škody utrpělo během francouzsko-flanderských válek na počátku 14. století, poté následovala doba rozkvětu, kdy bylo považováno za jeden z nejkrásnějších ženských klášterů v Nizozemí. Roku 1792 byl klášter zrušen, řeholnice odešly do belgického exilu a v letech následujících došlo k demolici budov.
Fundátorkou kláštera určeného cisterciačkám byla flanderská hraběnka Markéta, která původně provedla založení roku 1234 u Orchies a teprve roku 1251 byl konvent přesunut do Flines. V červnu 1279 byl klášterní kostel vysvěcen remešským arcibiskupem Petrem a již v únoru následujícího roku byla Markéta pohřbena v jeho chóru. K poslednímu odpočinku zde byl také uložen Markétin choť Vilém II. z Dampierre, syn Vít z Dampierre a jeho dvě choti Matylda a Isabela. Dále zde byl Vítův syn Jan z Dampierre, Vilém Henegavský, biskup z Cambrai a Blanka z Anjou, choť Roberta z Béthune.